# Mettusenoja
De Mettusenoja is een beek binnen de Zweedse  provincie Norrbottens län. De beek verzamelt haar water op de hellingen van een plaatselijke heuvel Metussenvaara. Ze voert het water af naar het Kuivajärvi, via een brede stroom stroomt het water oostwaarts ten zuiden van Mattila door naar de Torne. De Mettusenoja is ongeveer 3 kilometer lang.